# Vladimiro Satta
Vladimiro Satta (Roma, 29 agosto 1960) è uno storico italiano, specializzato nella storia della Repubblica Italiana e degli anni di piombo.

## Biografia
Dopo essersi diplomato al liceo Gaetano De Sanctis di Roma, Satta ha studiato filosofia con particolare attenzione alla storia. Ha conseguito la laurea nel 1984 con una tesi sui partiti politici del socialismo di riforma. Nella seconda metà degli anni ottanta, Satta ha scritto per la rivista di storia Clio, tra le altre pubblicazioni. Nel 1986 ha ottenuto la licenza di insegnamento in storia, filosofia e pedagogia per la scuola media, ma non ha insegnato, entrando invece nel 1987 nel servizio di documentazione del Parlamento italiano. Per il Senato italiano ha lavorato nell'ufficio stampa del presidente del Senato dal 1987 al 1989 e per la Commissione parlamentare d'inchiesta sul terrorismo e le stragi dal 1989 al 2001. Dal 2004 lavora per il servizio scientifico del Parlamento.
Come autore, appare nei media come esperto di storia contemporanea. Le sue ricerche si concentrano sulla Repubblica italiana, in particolare sugli anni sessanta e settanta, e sui temi dell'ordine pubblico, della violenza politica e della lotta al terrorismo e alla criminalità organizzata. Secondo Giampietro Berti del quotidiano Il Giornale, non può essere assegnato a nessuna direzione ideologica. Satta scrisse monografie sul rapimento e l'assassinio di Aldo Moro, in cui per la prima volta valutò scientificamente il vasto materiale raccolto dalle indagini parlamentari su questo complesso. Questo è stato visto da alcuni storici come una valida confutazione di molte teorie della cospirazione.
Il resoconto completo di Satta del 2016, I nemici della Repubblica, sugli anni di piombo, gli anni segnati dal terrorismo in Italia dall'attentato di piazza Fontana del 1969 all'attentato di Bologna del 1980, ha valutato, tra l'altro, il milione circa di pagine di ricerche condotte dalle inchieste parlamentari. Secondo la recensione de L'Espresso, il libro si basa su due idee: che lo stato ha sconfitto i suoi avversari terroristi senza compromettere le istituzioni democratiche, e che il terrorismo era un problema in gran parte cresciuto in casa senza il coinvolgimento di poteri esterni. In questo modo, Satta contraddice l'ipotesi diffusa di una strategia della tensione attraverso la quale, sotto il nome di Gladio, le organizzazioni stay-behind in Italia e in altri stati dell'Europa occidentale fingevano attacchi terroristici (False flag). Nel 2016, il libro ha vinto il Premio Friuli Storia e la sezione scientifica del Premio Acqui Storia.
Nel 2018 scrive insieme a Fabio Lavagno Moro, l'inchiesta senza finale sui lavori della Commissione Moro II.

## Opere
- Il caso Moro e i suoi falsi misteri, Collana Storie, Soveria Mannelli, Rubbettino, 2006, ISBN 978-88-498-1392-0.
- Odissea nel caso Moro. Viaggio controcorrente attraverso la documentazione della Commissione Stragi, Collana Studi & Saggi, Roma, EdUP, 2008, ISBN 978-88-842-1063-0.
- I nemici della Repubblica. Storia degli anni di piombo, Collana I Sestanti, Milano, Rizzoli, 2016, ISBN 978-88-170-8603-5. - ed. aggiornata, Collana La Storia · Le Storie, Milano, BUR-Rizzoli, 2024, ISBN 978-88-171-8573-8.
- Moro. L'inchiesta senza finale, Collana Studi & Saggi, Roma, EdUP, 2018, ISBN 978-88-842-1312-9.